# Juniperus recurva
Juniperus recurva of hangende jeneverbes is een soort van het geslacht Juniperus die van nature voorkomt in de Himalaya, van het noorden van Pakistan tot Yunnan in het zuidwesten van China. Deze coniferensoort groeit meestal tussen de 3000 en 4000 m hoogte. In West-Europa wordt Juniperus recurva veel als sierplant gebruikt.
Juniperus recurva is een grote struik of boom die tussen de 6 en 25 meter hoog kan worden. De kroon is conisch tot rond of onregelmatig van vorm. De takken hebben een typisch naar beneden hangend uiterlijk. De blaadjes zijn naaldachtig en 5 tot 10 mm lang. Ze zijn langs de takjes ingedeeld in zes om en om afwisselende kransen van steeds drie blaadjes. De plant draagt kleine besachtige kegelvruchten, 5-10 mm lang en 4-7 mm in doorsnee, met een glanzende blauwzwarte kleur. Ze rijpen in 18 maanden en bevatten elk slechts één zaadje. De mannelijke kegels zijn 3-4 mm lang en produceren hun pollen in de vroege lente. Elke plant heeft zowel mannelijke als vrouwelijke geslachtsorganen.
Er zijn twee variëteiten, die soms als verschillende soorten gezien worden:
- Juniperus recurva var. recurva, met blaadjes 5-8 mm groot. Deze variëteit komt in het hele verspreidingsgebied voor.
- Juniperus recurva var. coxii, met blaadjes 7-10 mm groot. Deze variëteit komt in het wild alleen voor in het natte klimaat van de oostelijke Himalaya.

... · 
J. brevifolia · 
J. californica · 
J. cedrus · 
J. chinensis (Chinese jeneverbes) · 
J. communis (jeneverbes) · 
J. excelsa (Griekse jeneverbes) · 
J. oxycedrus (stekelige jeneverbes) · 
J. phoenicea · 
J. recurva · 
J. rigida (heilige jeneverbes) · 
J. turbinata · 
...